# Campañas Tres Anti y Cinco Anti
La Campaña Tres Anti (1951) y la Campaña Cinco Anti (1952) (chino: 三反五反; pinyin: sān fǎn wǔ fǎn fǎn) fueron movimientos de reforma originalmente iniciados por Mao Zedong pocos años después de la fundación de la República Popular China en un esfuerzo por librar a las ciudades chinas de la corrupción y de los enemigos del Estado. El resultado se convirtió en una serie de campañas que consolidaron la base de poder de Mao al apuntar a los opositores políticos y los capitalistas, especialmente los capitalistas ricos. Las campañas impactaron negativamente la economía de las grandes ciudades como Shanghái, Tianjin y Chongqing, obligando a muchos empresarios a cometer suicidios. En Shanghái, del 25 de enero al 1 de abril de 1952, al menos 876 personas se suicidaron.

## La campaña Tres Anti
La Campaña Tres Anti se lanzó en Manchuria a fines de 1951. Estaba dirigida a miembros del Partido Comunista de China , exmiembros del Kuomintang y funcionarios burocráticos que no eran miembros del partido.
Los 3 antis impuestos fueron:
- Corrupción （反贪污）
- Despilfarro （反 浪费）
- Burocracia （反 官僚主义）[7]

## La campaña Cinco Anti
La campaña Cinco contra se lanzó en enero de 1952. Fue diseñada para atacar a la clase capitalista. El partido comunista estableció una directriz muy vaga sobre quién podría ser acusado, y se convirtió en una guerra total contra la burguesía en China. Deng Xiaoping advirtió a la gente que "no se corrompa por el pensamiento capitalista".
Los 5 antis impuestos fueron:
- Soborno （反 行贿）[6]
- Robo de propiedad estatal （反 盗 骗 国家财产）
- Evasión de impuestos （反 偷税 漏税）
- Hacer trampa en los contratos del gobierno （反 偷工减料）
- Robar inteligencia económica estatal （反 盗窃 国家 经济 情报）.

Se estima que unos 20,000 cuadros y 6,000 trabajadores capacitados comenzaron a espiar los asuntos comerciales de sus conciudadanos. Los medios de comunicación alentaron el cumplimiento de las políticas gubernamentales. Hasta fines de 1951, hasta 15,000 propagandistas entrenados trabajaban en Shanghái.  En febrero de 1952, desfiles de activistas anticapitalistas fueron de puerta en puerta para visitar a líderes empresariales. Creó una inmensa presión psicológica. Los barrios de Shanghái fueron creados para recibir cartas de crítica de cualquier empleado. Hasta 18,000 cartas llegaron en la primera semana de febrero de 1952, y 210,000 llegaron a fines del primer mes. Cuadros de miembros del partido se unirían al ataque. Algunas grandes compañías voluntariamente harían 1,000 confesiones al día para tratar de protegerse del gobierno.  Un buen ejemplo fue el propietario de la compañía de cobre Dahua que originalmente confesó en exceso al afirmar que había obtenido ilegalmente 50 millones de yuanes. Sus empleados continuaron criticando al propietario por un delito mayor hasta que él volvió a confesar que había obtenido 2 mil millones de yuanes.

## Consecuencias
Las víctimas de las campañas antis estaban mayormente aterrorizadas y humilladas; algunos fueron asesinados y otros enviados a campos de trabajo. Mao evaluó la situación y dijo que "probablemente debemos ejecutar entre 10,000 y varias decenas de miles de malversadores en todo el país antes de que podamos resolver el problema".  La Campaña de los Tres Antis llegó con castigos más severos, algunos con tortura, y todos declarados culpables de sus crímenes confesados o no confesados fueron obligados a pagar multas al gobierno. Hubo cientos de miles de suicidios (aunque es discutible si muchos de estos fueron voluntarios) que fueron el resultado directo de estas campañas.
Finalmente, el Partido Comunista reveló que ya no protegería a las empresas privadas, y que los capitalistas chinos recibirían un trato no mejor que el extranjero.  La Guerra de Corea inicialmente brindó oportunidades en el norte de China , dando lugar a una nueva clase de capitalistas, muchos de los cuales serían procesados bajo las políticas marxistas del Partido Comunista. Muchas de estas personas finalmente tomaron prestado dinero del gobierno para pagar las multas del gobierno, creando un patrón financiero complejo. Una serie de campañas anti fueron lanzadas por el gobierno chino en los años siguientes.